# Râul Bârzava, Mureș
Pârâul Bârzava este un mic curs de apă, afluent de dreapta al râului Mureș